# Miasto Umag
Miasto Umag (chorw. Grad Umag) – jednostka administracyjna w Chorwacji, w żupanii istryjskiej. W 2011 roku liczyła 13 467 mieszkańców.